# Golden Star (Zeitung)
Golden Star (auch: The Golden Star) ist eine Lokalzeitung in Golden in British Columbia in Kanada. Eigentümer ist der Zeitungsverlag Black Press, Chefredakteurin war im Februar 2017 Michele LaPointe. Der Golden Star erscheint als Printausgabe sowie Online. Die Printausgabe erscheint einmal wöchentlich immer mittwochs.

## Geschichte
Die Ursprünge des Golden Star gehen auf das Jahr 1891 zurück, als die Zeitung in der sogenannten Goldenen Ära von einem australischen Bergbauingenieur gegründet wurde. Den heutigen Namen erhielt die Zeitung zwölf Jahre später durch einen neuen Eigentümer. Im Anschluss daran wurde die Zeitung über einen Zeitraum von 60 Jahren von der Familie Fish geführt. Im Jahr 2003 wurde der Golden Star Mitglied der Brunch Conversations Networking Group (BCNG).

## Auflage
Im November 2016 hatte die Zeitung eine Auflage von 1141 Exemplaren.